# Indice dei vuoti
L'indice dei vuoti di un terreno è una grandezza scalare propria dei materiali multifase (principalmente terreni nella geotecnica e nella geologia) che determina il rapporto tra il volume dei vuoti ed il volume occupato dalla fase solida.
Generalmente si esprime quindi come:
{\displaystyle e={\frac {V_{v}}{V_{s}}}}
dove {\displaystyle V_{v}} rappresenta il volume dei vuoti e {\displaystyle V_{s}} il volume occupato dalla fase solida.
Nella geotecnica l'indice dei vuoti ha un'indubbia importanza essendo utilizzato come parametro per la valutazione della deformazione volumetrica del terreno sottoposto ad un carico esterno. Infatti solitamente si accetta l'ipotesi di incomprimibilità dei granelli solidi e del liquido eventualmente presente nel terreno, di conseguenza ogni variazione di volume si traduce nella diminuzione o nell'aumento del volume dei vuoti.
Essendo la porosità il rapporto tra il volume dei vuoti ed il volume totale, è possibile legare questo parametro con l'indice dei vuoti.
Essendo:
{\displaystyle e={\frac {V_{v}}{V_{s}}}}
e:
{\displaystyle n={\frac {V_{v}}{V_{TOT}}}={\frac {V_{v}}{V_{v}+V_{s}}}}
è possibile ricavarci {\displaystyle V_{s}} dalla seconda relazione:
{\displaystyle V_{s}={\frac {V_{v}(1-n)}{n}}}
che, sostituita nella prima, troviamo:
{\displaystyle e={\frac {n}{1-n}}}